# Angloarab francuski
Angloarab francuski, pochodzi z Francji. Wyhodowane zostały około roku 1843 przez lekarza weterynarii E. Gayota w stadninach w Le Pin i Pompadour. Cechy pokrojowe i charakterologiczne tego konia zostały utrwalone przez trzy ogiery czystej krwi arabskiej – Massouda (1814-1843), tureckiego Aslana i Prismea (1890 -1917) oraz klacze pełnej krwi angielskiej Daer, Selim Mare i Comus Mare.
Angloaraby francuskie mają głowę o szlachetnym wyglądzie, a także muskularną, łagodnie wygietą w łuk szyję ładnie osadzoną na szerokiej i głębokiej klatce piersiowej i długich skośnie opadających łopatkach. Kłąb jest dość wysoki a grzbiet prosty, proporcjonalnej do reszty ciała budowy, zad płaski oraz muskularny, z dobrze osadzonym i noszonym ogonem. Najczęściej spotykanym umaszczeniem jest kasztanowate, chociaż bywają osobniki gniade lub siwe. Wysokość w kłębie waha się od 155 do 167,5 cm.